# Mistrzostwa Polski w Podnoszeniu Ciężarów 2013
83. edycja mistrzostw Polski w podnoszeniu ciężarów mężczyzn odbyła się w dniach 13–14 września 2013 roku w Ciechanowie. W mistrzostwach wystartowały również kobiety (poprzednio rywalizowały w innych zawodach w innym czasie), dla których była to 20. edycja mistrzostw. W dwudniowych zawodach startowało 55 kobiet oraz 75 mężczyzn.

## Wyniki

### mężczyźni
| Kategoria wagowa: | Złoto:                                   | Wynik         | Srebro:                                 | Wynik         | Brąz:                                | Wynik         |
| do 56 kg          | Maciej Przepiórkiewicz Józefowia Józefów | 230 (100+130) | Dominik Kozłowski GKS Kościerzyna       | 225 (109+116) | Adrian Franczyk LKS Polwica Wierzbno | 207 (90+117)  |
| do 62 kg          | Dominik Kwapisz LZKS Stal Kunów          | 239 (105+134) | Piotr Poniedziałek KS Promień Opalenica | 238 (108+130) | Paweł Brylak UOLKA Ostrów Mazowiecka | 230 (99+131)  |
| do 69 kg          | Damian Wiśniewski Zawisza Bydgoszcz      | 285 (125+160) | Daniel Bajer AKS Myślibórz              | 271 (124+147) | Aleksander Choszcz LKS Atleta Gdańsk | 270 (126+144) |
| do 77 kg          | Łukasz Krawczyk Budowlani Opole          | 300 (130+170) | Damian Sikorski Mazovia Ciechanów       | 295 (133+162) | Igor Wera Start Grudziądz            | 292 (133+159) |
| do 85 kg          | Krzysztof Zwarycz Górnik Polkowice       | 351 (160+191) | Przemysław Koterba Śląsk Wrocław        | 318 (141+177) | Adrian Pawlicki Zawisza Bydgoszcz    | 311 (135+176) |
| do 94 kg          | Adrian Zieliński Tarpan Mrocza           | 385 (175+210) | Jarosław Samoraj Mazovia Ciechanów      | 352 (160+192) | Łukasz Grela AZS Częstochowa         | 351 (160+191) |
| do 105 kg         | Bartłomiej Bonk Budowlani Opole          | 395 (185+210) | Arsen Kasabijew Górnik Polkowice        | 389 (172+217) | Sylwester Kołecki Górnik Polkowice   | 385 (174+211) |
| powyżej 105 kg    | Marcin Dołęga Zawisza Bydgoszcz          | 422 (192+230) | Kornel Czekiel Budowlani Opole          | 402 (177+225) | Krzysztof Klicki Mazovia Ciechanów   | 401 (180+221) |

### kobiety
| Konkurencja: | Złoto:                                                 | Wynik         | Srebro:                                  | Wynik        | Brąz:                                         | Wynik        |
| 48 kg        | Wioleta Jastrzębska (WLKS Siedlce)                     | 150 (66+84)   | Monika Grzesiak (AZS-AWF Biała Podlaska) | 135 (60+75)  | Karolina Miszczak (WLKS Siedlce)              | 98 (43+55)   |
| 53 kg        | Malwina Chodor (Śląsk Wrocław)                         | 158 (67+91)   | Katarzyna Feledyn (KS Wisła Puławy)      | 151 (66+85)  | Agnieszka Zacharek (AKS Białogard)            | 150 (65+85)  |
| 58 kg        | Joanna Łochowska (UKS Zielona Góra (Zawisza Bydgoszcz) | 200 (92+108)  | Magdalena Pędzich (UKS Zielona Góra)     | 185 (85+100) | Izabela Wróblewska (Mazovia Ciechanów)        | 174 (78+96)  |
| 63 kg        | Anna Leśniewska (Mazovia Ciechanów)                    | 205 (90+115)  | Aleksandra Michalska (Górnik Polkowice)  | 171 (77+94)  | Iwona Kępa (Mazovia Ciechanów)                | 170 (78+92)  |
| 69 kg        | Patrycja Piechowiak (Budowlani Nowy Tomyśl)            | 199 (91+108)  | Katarzyna Ostapska (MAKS Tytan Oława)    | 192 (85+107) | Milena Kruczyńska (UOLKA Ostrów Mazowiecka)   | 191 (84+107) |
| 75 kg        | Ewa Mizdal (Unia Hrubieszów)                           | 220 (100+120) | Jolanta Wiór (Andaluzja Piekary Śląskie) | 189 (86+103) | Katarzyna Lisewska (WLKS Siedlce)             | 184 (84+100) |
| +75 kg       | Małgorzata Wiejak (Zawisza Bydgoszcz)                  | 228 (105+123) | Sabina Bagińska (WLKS Śląsk Wrocław)     | 209 (91+118) | Magdalena Pasko (Lechia Sędziszów Małopolski) | 205 (90+115) |